# 牆姓
牆姓是一個罕見的漢姓，源於四川一帶，現零散分佈於四川、安徽等地。

## 源流
關於牆姓的由來，主要有以下兩種說法：
- 牆為周朝一地名，居民以地為姓，故稱牆氏。
- 相傳元末紅巾軍元帥隴蜀王明玉珍，因曾避亂於城牆邊獲救，其子孫遂有一支改姓牆。